# Papa Inocențiu al IV-lea
Papa Inocențiu al IV-lea (n.  ?, Genova, Italia – d. 7 decembrie 1254, Napoli, Regatul Siciliei) a fost un papă al Romei în perioada 1243-1254.

## Misiunile franciscane la hanul tătar
În anul 1245 a trimis la marele han tătar o delegație franciscană condusă de Giovanni da Pian del Carpine. Contextul misiunii era prevenirea unei noi invazii tătare în Europa, precum marea invazie din 1241. După o audiență la hanul Güyük, delegația s-a întors în Europa, aflându-se în iunie 1247 la Kiev.